# Akawaio
Les Akawaio sont un important sous-groupe de l’ethnie Kapon répartis sur les territoires du Brésil, de Guyana et du Venezuela et vivant autour du Mont Roraima.

## Population
Les Akawaio font partie d'une communauté comptant entre 5 000 et 6 000 individus. Ils sont répartis sur trois pays différents : le Venezuela qui compte 500 individus, le Guyana qui en compte 4 300 ainsi que le Brésil qui en compte 500. Akawaio n'est pas seulement.

## Croyance
La tribu d'Akawaio est très attachée à ses rites religieux. Elle est polythéiste et croit en de multiples dieux tels que Kanaima, Makunaime, Iwarrika et Sigu. Makunaima est considéré comme le créateur de la tribu. Chaque dieu est associé à quelque chose de précis: par exemple, Iwarrika est associé aux inondations des terres.
La population du village compte des chamans.

## Alimentation

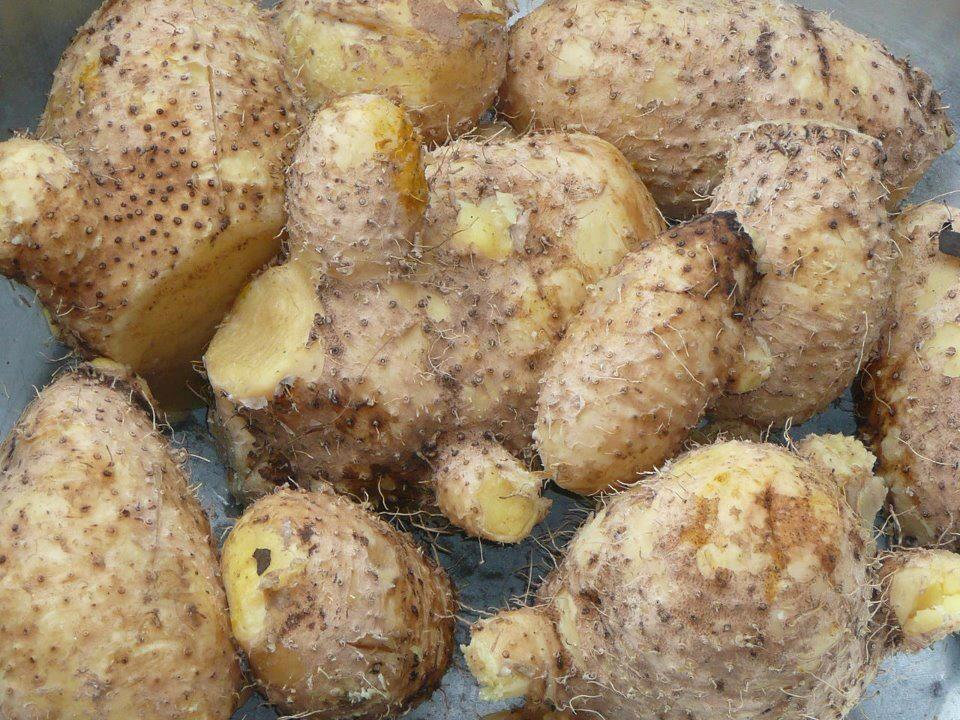
Ignames

Pour subvenir à leurs besoins, les Akawaios cultivent les bananes, les ignames, la canne à sucre, le taro, le coton, les calebasses...Ils ne se nourrissent pas uniquement de végétaux, ils chassent aussi les cerfs, les pécaris, les tapirs, les agoutis ou bien les pacas. Pour chasser, cette communauté utilise traditionnellement des arc ou des sarbacanes. Mais de nos jours, l'emploi de fusils est plus courant. Les Akawaios font aussi une très grande variété de boissons qui ne tiennent que très peu d'alcool.

## Éducation
Les Akawaio ont une éducation spécifique, ils apprennent la non-violence et privilégient la séparation lors de conflits, on leur enseigne aussi le respect des personnes âgées. Leur apprentissage est basé sur l'imitation ainsi que la participation.
Tout est organisé autour de l’entraide et du partage. Au sein du village, les villageois sont égaux. Personnes ne possède une quantité de biens beaucoup plus importante qu'une autre.

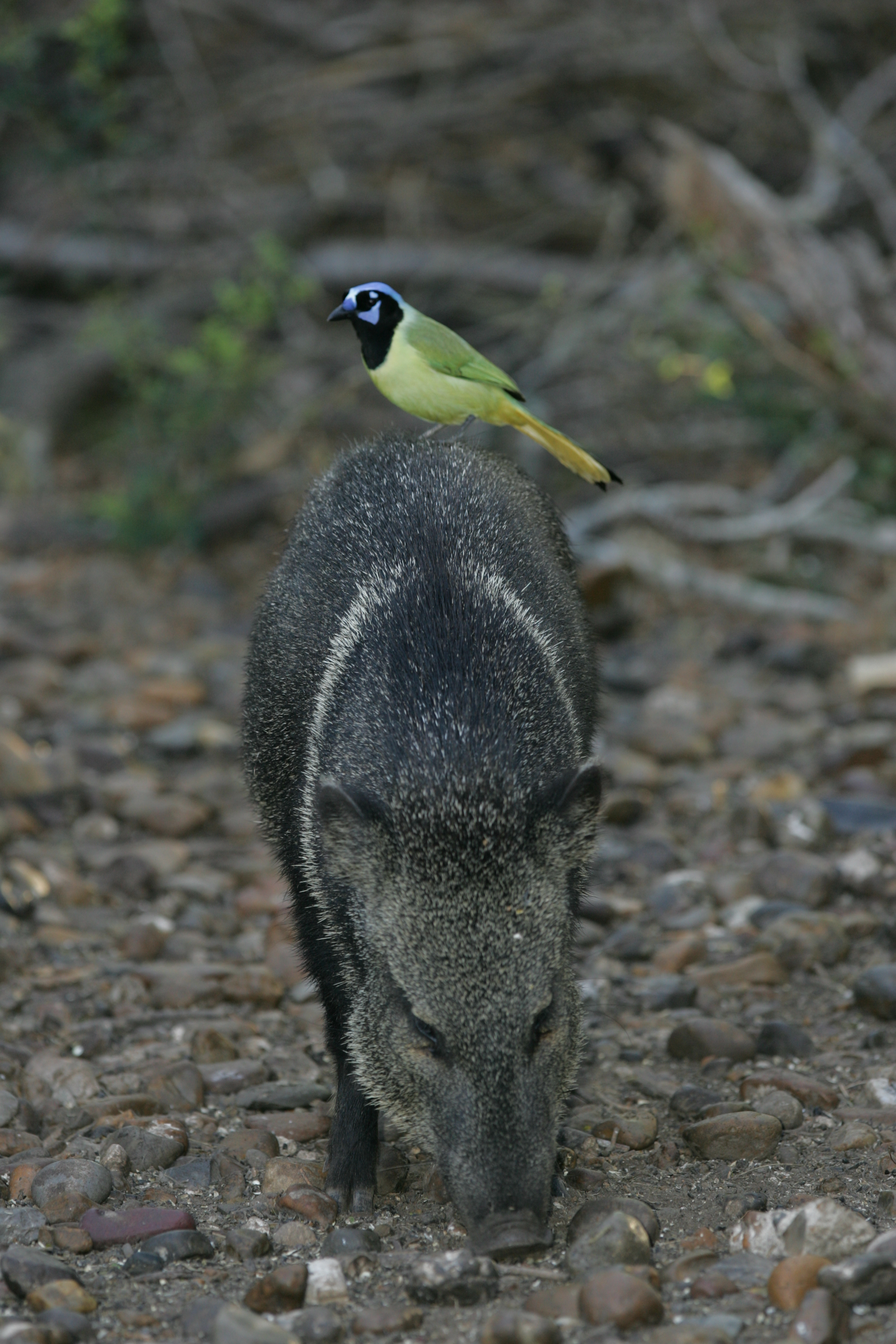
Pécari

## Le travail
Dans la tribu, le travail est dépend du genre, les hommes font de la  vannerie, de la menuiserie et les femmes travaillent les textiles et font de la poterie. Les hommes chassent, et font du commerce sur de longues distances tandis que les femmes vont chercher du bois, ainsi que de l'eau.

## Le commerce
Cette communauté commerce avec ses voisins : Les Akawaios proposent des carquois, des râpes en échange, ils récupèrent des vêtements, des armes à feu…